# Andrea Bölk
Andrea Bölk, ursprungligen Stein, född 10 november 1968 i Rostock i Östtyskland, är en tysk tidigare handbollsspelare (mittnia). Hon blev världsmästare 1993 med Tysklands landslag. Hon är mor till handbollsspelaren Emily Bölk.

## Karriär
Andrea Bölk började spela handboll i TSG Wismar 1975 och flyttade till SC Empor Rostock 1982. Med Rostock vann hon östtyska mästerskapet 1989.  Efter att ha avlagt examen från gymnasiet studerade hon vid Deutsche Hochschule für Körperkultur  i Leipzig. Efter Tysklands återförening1990 flyttade hon till Bundesliga-klubben Buxtehuder SV. Samtidigt påbörjade hon en utbildning till banktjänsteman. På de tio åren till 2000 spelade Bölk 200 matcher i Bundesliga för Buxtehude och antecknades för 872 mål. Hon spelade som mittnia och var lagkapten för laget. 1994 vann hon City Cupen med klubben. Efter ett avbrott för graviditet började Bölk spela för TV Oyten säsongen 2001/02. I den klubben blev hon spelande tränare och avslutade sin karriär där 2004.
Andrea Bölk spelade för Östtysklands ungdomslandslag och vann UVM-brons 1987. Bölk tillhör den relativt lilla skara som har spelat över 200 landskamper, mer exakt 201 landskamper med 361 gjorda mål. 1993 blev hon världsmästare vid VM i Norge och året efter slutade hon tvåa på EM 1994. Hon deltog även vid OS 1992 och OS 1996.

## Privatliv
Andrea Bölk är dotter till fotbollsspelaren Klaus-Peter Stein och handbollsspelaren Inge Stein (född Jeske). Hon gifte sig med handbollsspelaren Matthias Bölk, med vilken hon har två döttrar. Hennes dotter Emily Bölk spelar också handboll i det tyska landslaget.